# Ворчала
Ворчала (Корчала) — река в Тверской области России, протекает по территории Кувшиновского, Селижаровского и Старицкого районов. Устье реки находится в 31 км по правому берегу реки Большой Коши. Длина реки составляет 33 км, площадь водосборного бассейна — 274 км².
Система водного объекта: Большая Коша → Волга → Каспийское море.

## Данные водного реестра
По данным государственного водного реестра России относится к Верхневолжскому бассейновому округу, водохозяйственный участок реки — Волга от Верхневолжского бейшлота до города Зубцов, без реки Вазуза от истока до Зубцовского гидроузла, речной подбассейн реки — бассейны притоков (Верхней) Волги до Рыбинского водохранилища. Речной бассейн реки — (Верхняя) Волга до Куйбышевского водохранилища (без бассейна Оки).
Код объекта в государственном водном реестре — 08010100412110000000519.